# Iniistius pentadactylus
Iniistius pentadactylus is een straalvinnige vissensoort uit de familie van de lipvissen (Labridae). De wetenschappelijke naam werd gepubliceerd in 1758 door Carl Linnaeus in de tiende editie van Systema naturae.